# 齐贤街道
齐贤街道是中华人民共和国浙江省紹興市柯桥区下辖的一个街道办事处。
2017年7月23日，浙江省人民政府批复同意撤销齐贤镇建制，其行政区域改由绍兴市柯桥区政府直辖。
2017年8月7日，绍兴市人民政府批复同意在原齐贤镇行政区域内设立齐贤街道办事处。

## 行政区划
齐贤街道下辖以下村级行政区划单位：
下方桥社区、朝阳社区、陶里社区、增大社区、曙光社区、光明社区、丈午社区、官湖沿社区、梅林社区、迎驾桥社区、群贤社区、柯北社区、高泽社区、八字桥村、兴浦村、阳嘉龙村、兴齐村、齐贤村、羊山村和镜湖村。